# Chuck megoldja
A Chuck megoldja (eredeti címe: Chuck's Choice) 2017-től futó kanadai televíziós 2D-s számítógépes animációs sorozat, amit a DHX Media készített az YTV-nek. Műfaja akciófilm, vígjáték, fantasy és Sci-fi. Kanadában 2017. május 6-ától a YTV vetíti, Magyarországon 2017. szeptember 18-ától a Megamax sugározta.

## Ismertető
Chuck élete egy véget nem érő kaland. Mindennap különleges helyzetekbe kerül, ahol nem mindennapi döntéseket kell hoznia. Néha könnyen megtalálja a helyes utat, máskor viszont komoly fejtörést okoz számára a választás – de végül mindig megoldja! A tízéves fiú folyton új kihívásokat keres, és izgalmasabbnál izgalmasabb események sodorják magukkal. Kalandjai során mindig vele tart legjobb barátja Misha és bátyja Norm, akik szintén részesei lesznek a szokatlan élményeknek.

## Szereplők

### Főszereplők
| Szereplő           | Eredeti hang  | Magyar hang   |
| ------------------ | ------------- | ------------- |
| Chuck McFarlane    | Sabrina Pitre | Bogdán Gergő  |
| U-Decide 3000 (UD) | Ryan Beil     | Renácz Zoltán |
| Misha              | Kira Tozer    | Lamboni Anna  |

### Mellékszereplők
| Szereplő      | Eredeti hang        | Magyar hang     |
| ------------- | ------------------- | --------------- |
| Norm          | Peter Kelamis       | Berkes Bence    |
| Chili Parfait | Peter New           |                 |
| Ashley        | Rebecca Shoichet    |                 |
| Ellen         | Rebecca Shoichet    | Tóth Szilvia    |
| Joey Adonis   | Vincent Tong        | Pálmai Szabolcs |
| Derek         | Brian Drummond      |                 |
| Ms. Cho       | Shannon Chan-Kent   | Sági Tímea      |
| Gary          | Ian Hanlin          |                 |
| Robot Captain | Dean Rodman         | Vass Gábor      |
| Misha anyja   | Tabitha St. Germain |                 |
| Drew          | Jodi Benson         | Tarján Péter    |
| Pepper        | Anndi McAfee        | Vámos Mónika    |

## Epizódok

### 1. évad (2017)
| #   | Hivatalos cím                        | Magyar cím                         | Hivatalos premier | Magyar premier       |
| --- | ------------------------------------ | ---------------------------------- | ----------------- | -------------------- |
| 1.  | Cool Hand Norm                       | Menő Norm                          | 2017. május 7.    | 2017. szeptember 18. |
| 1.  | Sunny Daze                           | Napkábulat                         | 2017. május 7.    | 2017. szeptember 18. |
| 2.  | Sho Me The Buddy                     | Ki a barátod?                      | 2017. május 21.   | 2017. szeptember 19. |
| 2.  | No Sleep Till                        | Nincs alvás                        | 2017. május 21.   | 2017. szeptember 19. |
| 3.  | Smarten Up Chuck                     | Okos légy Chuck                    | 2017. június 3.   | 2017. szeptember 20. |
| 3.  | Ultimate Chuck                       | Chuck és a sport                   | 2017. június 3.   | 2017. szeptember 20. |
| 4.  | The Dentalist                        | A fogorvos                         | 2017. június 6.   | 2017. szeptember 21. |
| 4.  | Maid in Cedar Hills                  | Cedar Hills gazdagjai              | 2017. június 6.   | 2017. szeptember 21. |
| 5.  | Pig Hero Fix                         | Malacmentés                        | 2017. május 13.   | 2017. szeptember 22. |
| 5.  | So Wrong It's Right                  | Ovis gondok                        | 2017. május 13.   | 2017. szeptember 22. |
| 6.  | Grown Up Chuck                       | A felnőtt Chuck                    | 2017. május 14.   | 2017. szeptember 25. |
| 6.  | Chuck Dynasty                        | Chuck dinasztia                    | 2017. május 14.   | 2017. szeptember 25. |
| 7.  | Poultry in Motion                    | Szárnyas galiba                    | 2017. május 20.   | 2017. szeptember 26. |
| 7.  | Les Disherables                      | A lázadás                          | 2017. május 20.   | 2017. szeptember 26. |
| 8.  | Abraham Stinkin                      | Bűvös Boldizsár                    | 2017. május 27.   | 2017. szeptember 27. |
| 8.  | Box O' Norm                          | Norm szelencéje                    | 2017. május 27.   | 2017. szeptember 27. |
| 9.  | Chuck of the Draw                    | Chuck és a névsor                  | 2017. május 28.   | 2017. szeptember 28. |
| 9.  | Paw Enforcement                      | Mancsjárőr                         | 2017. május 28.   | 2017. szeptember 28. |
| 10. | Back Off, Borkle                     | Borkle felszáll                    | 2017. június 4.   | 2017. szeptember 29. |
| 10. | Who's On Crushed?                    | Átoküldözés                        | 2017. június 4.   | 2017. szeptember 29. |
| 11. | Ex Mishina                           | Robot Mishina                      | 2017. június 10.  | 2017. október 2.     |
| 11. | Veggie Tales                         | Zöldséggaliba                      | 2017. június 10.  | 2017. október 2.     |
| 12. | No Pain, No Dwayne                   | Nem Dwaynek való videók            | 2017. június 11.  | 2017. október 3.     |
| 12. | Shell Raisers                        | Kagylónevelők                      | 2017. június 11.  | 2017. október 3.     |
| 13. | Comet and Get It                     | Üstökösütközés                     | 2017. június 17.  | 2017. október 4.     |
| 13. | How To Restrain Your Dragon          | Így tereld a sárkányodat!          | 2017. június 17.  | 2017. október 4.     |
| 14. | Action Jacket-Son                    | Divatgondok                        | 2017. június 18.  | 2017. október 6.     |
| 14. | Spirit of the Ce(dar)Son             | Cédrusnap                          | 2017. június 18.  | 2017. október 6.     |
| 15. | We've Got Spirit                     | Csapatszellem                      | 2017. június 24.  | 2017. október 7.     |
| 15. | Cedar Hills' Most Wanted             | A legkeresettebb ember             | 2017. június 24.  | 2017. október 7.     |
| 16. | The Dark Dingo and Possum Pete       | Nagy Dingó és Oposszum Pete        | 2017. június 25.  | 2017. október 10.    |
| 16. | Flush Hour Two                       | Öblítés                            | 2017. június 25.  | 2017. október 10.    |
| 17. | Bawk to the Future                   | Harapj a jövőbe!                   | 2017. július 1.   | 2017. október 11.    |
| 17. | Hairy Christmas                      | Szakállas karácsony                | 2017. július 1.   | 2017. október 11.    |
| 18. | In Space, Norman Can Hear You Scream | Norm hallja a sikításodat az űrben | 2017. július 2.   | 2017. október 12.    |
| 18. | Area Fifty-Tree                      | A nagy fatörzet                    | 2017. július 2.   | 2017. október 12.    |
| 19. | Joey in Da House!                    | Joey a házban                      | 2017. július 8.   | 2017. október 13.    |
| 19. | Art Attack                           | Támad a művészet                   | 2017. július 8.   | 2017. október 13.    |
| 20. | The Good, the Bad and the UD         | A jó, a rossz és UD – 1. rész      | 2017. július 9.   | 2017. október 14.    |
| 20. | The Good, the Bad and the UD         | A jó, a rossz és UD – 2. rész      | 2017. július 9.   | 2017. október 14.    |